# Helmut Ketels
Helmut Ketels (* 22. September 1927 in Itzehoe; † 31. Januar 2014) war ein deutscher Tänzer und Schauspieler bei Film und Fernsehen.

## Leben und Wirken
Ketels erhielt kurz nach dem Zweiten Weltkrieg in Hamburg und Berlin eine Ausbildung zum Tänzer und Sänger. Seine ersten beruflichen Gehversuche unternahm er in seiner Heimatstadt, anschließend war er – zumeist freiberuflich – in den unterschiedlichsten künstlerischen Bereichen (Theater, Film, Oper, Operette, Musical) tätig. Im Kinofilm der 1950er wurde Helmut Ketels bevorzugt in Tanzeinlagen eingesetzt und war später an der Bühne elf Jahre lang Tanzpartner von Marika Rökk. Beide traten auch gemeinsam im Fernsehen auf. Neben einigen wenigen Auftritten in Fernsehfilmen verpflichtete man Helmut Ketels vor allem mit Tanzeinlagen in Fernsehshows wie Haifischbar, Zwischenmahlzeit, Pauls Party und Wenn der weiße Flieder wieder blüht. 1987 kehrte er in dem Spielfilm Schloß Königswald letztmals an der Seite Rökks vor die Kamera zurück.

## Filmografie
- 1952: Königin der Arena
- 1952: Tanzende Sterne
- 1954: Bei Dir war es immer so schön
- 1957: Nachts im Grünen Kakadu
- 1958: Bühne frei für Marika
- 1958: Juchten und Lavendel
- 1959: Die Nacht vor der Premiere
- 1961: Die Fledermaus
- 1963: Berlin-Melodie
- 1968: Karussell
- 1969: Die Erben des tollen Bomberg
- 1980: Ein Kapitel für sich (eine Folge)
- 1987: Schloß Königswald